# Marthe Yankurije
Marthe Yankurije (* 5. Juli 1994 in Nyamasheke) ist eine ruandische Leichtathletin, die sich auf den Langstreckenlauf spezialisiert hat.

## Sportliche Laufbahn
Erste Erfahrungen bei internationalen Meisterschaften sammelte Marthe Yankurije im Jahr 2019, als sie bei den Afrikaspielen in Rabat in 33:17,87 min den achten Platz im 10.000-Meter-Lauf belegte. Anschließend gelangte sie bei den Militärweltspielen in Wuhan mit 15:50,07 min auf Rang neun im 5000-Meter-Lauf. Zudem wurde sie im selben Jahr in 1:14:56 h Zweite beim Kigali-Halbmarathon und 2021 Erste in 1:15:07 h. 2021 startete sie dank einer Wildcard über 5000 m bei den Olympischen Sommerspielen in Tokio und verpasste dort mit Saisonbestleistung von 15:55,94 min den Finaleinzug.

## Persönliche Bestzeiten
- 5000 Meter: 15:50,07 min, 24. Oktober 2019 in Wuhan
- 10.000 Meter: 33:17,87 min, 29. August 2019 in Rabat
- Halbmarathon: 1:14:56 h, 16. Juni 2019 in Kigali